# Li Feng-ying
Li Feng-ying (chinesisch 黎鋒英 / 黎锋英, Pinyin Lí Fēngyīng, * 23. Januar 1975) ist eine taiwanische Gewichtheberin.

## Erfolge

### Internationale Erfolge/Zweikampf
(OS = Olympische Spiele, WM = Weltmeisterschaft, KG = Körpergewicht)
- 1994, 2. Platz, WM in Istanbul, bis 54 kg KG, mit 195 kg, hinter Karnam Malleswari, Indien, 197,5 kg und vor Janeta Georgiewa, Bulgarien, 185 kg;
- 1998, 2. Platz, Asienspiele in Bangkok, bis 53 kg KG, mit 202,5 kg, hinter Yang Xia, China, 212,5 kg und vor Swe Swe Win, Myanmar, 197,5 kg;
- 1999, 1. Platz, WM in Athen, bis 53 kg KG, mit 215 kg, vor Binti Slamet Winarni, Indonesien, 202,5 kg und Wang Xiufen, China, 197,5 kg;
- 2000, Silbermedaille, OS in Sydney, bis 53 kg KG, mit 212,5 kg, hinter Yang Xia, 225 kg und vor Binti Slamet Winarni, 202,5 kg;
- 2001, 1. Platz, WM in Antalya, bis 53 kg KG, mit 210 kg, vor Qiu Hongxia, China, 207,5 kg und Alexandra Escobar, Ecuador, 205 kg;
- 2002, unplatziert, Asienspiele in Busan, bis 53 kg KG, Aufgabe wegen Verletzung nach dem Reißen;
- 2003, unplatziert, WM in Vancouver, bis 58 kg KG, Aufgabe wegen Verletzung beim Reißen

### Medaillen (Einzeldisziplinen)
(bei OS werden keine WM-Medaillen mehr vergeben)
- WM-Goldmedaillen: 1994, Reißen, 87,5 kg – 1999, Reißen, 95 kg – 1999, Stoßen, 121,5 kg – 2001, Reißen, 95 kg
- WM-Silbermedaillen: 1994, Stoßen, 107,5 kg – 2001, Stoßen, 115 kg

### Weltrekorde
im Reißen:
- 98 kg, 2000, bis 53 kg

im Stoßen:
- 121 kg, 1999, bis 53 kg,
- 121,5 kg, 1999, bis 53 kg